# ديفيد بيري (كاتب)
ديفيد بيري (بالإنجليزية: David Berry)‏ هو كاتب بريطاني، ولد في 1960.